# نظام الدفع المعياري للدم
نظام الدفاع المعياري للدم (DBSS) هو جهاز طبي من الدرجة الثانية خاضع لرقابة إدارة الأغذية والعقاقير (FDA) مصمم للتعامل مع إجراءات جمع الدم ومعالجته وتتبعه وأتمتة المعايير والضمانات الخاصة بإمدادات الدم لنظام الصحة العسكري (MHS). تم تحديده من قبل إدارة الأغذية والعقاقير (FDA) كعنصر في برنامج تأسيس الدم.
يدعم النظام مكتب برنامج دم الخدمات المسلحة، الذي يدير برنامج الدم لوزارة الدفاع، ويخدم أكثر من 8.7 مليون مستفيد من MHS.